# August Krogh
Schack August Steenberg Krogh (Grenaa, Dinamarca, 15 de novembre de 1874 - Copenhaguen, 13 de setembre de 1949) fou un metge i professor universitari danès guardonat amb el Premi Nobel de Medicina o Fisiologia l'any 1920.

## Biografia
Va néixer el 15 de novembre de 1874 a la ciutat de Grenaa, situada al comtat d'Århus. Va estudiar medicina a la Universitat de Copenhaguen, de la qual va ser professor de fisiologia animal des de 1916 fins al 1945.
Va morir el 13 de setembre de 1949 a la ciutat de Copenhaguen.

## Recerca científica
Va iniciar a Groenlàndia la seva recerca en relació al sistema respiratori d'alguns animals i de l'home. Durant les seves investigacions va desenvolupar un microtonòmetre per amidar la tensió de l'oxigen i el diòxid de carboni a la sang arterial. Posteriorment les seves investigacions es van dirigir cap a l'estudi de les activitats funcionals dels vasos capil·lars, estudiant l'intercanvi gasós en la seva respiració.
L'any 1920 li fou concedit el Premi Nobel de Medicina o Fisiologia per establir el mecanisme que regula l'intercanvi gasós en la respiració i per descobrir la fisiologia dels vasos capil·lars.
Posteriorment orientà la seva recerca al voltant de la insulina, establint mètodes de producció d'aquesta mitjançant l'etanol.

## Reconeixements
En honor seu s'anomenà el cràter Krogh sobre la superfície de la Lluna.